# Discopus eques
Discopus eques là một loài bọ cánh cứng trong họ Cerambycidae.